# Sun Goes Down (David Guetta e Showtek)
Sun Goes Down è un singolo dei DJ David Guetta e Showtek, pubblicato il 31 luglio 2015 come quinto estratto dal sesto album in studio di David Guetta Listen.
Il singolo ha visto la partecipazione vocale del gruppo musicale canadese Magic! e di Sonny Wilson.
Il brano è incluso anche nella riedizione del sesto album in studio Listen Again.

## Successo commerciale
Il singolo ha ottenuto successo a livello mondiale.